# Felsritzungen von Ballochmyle

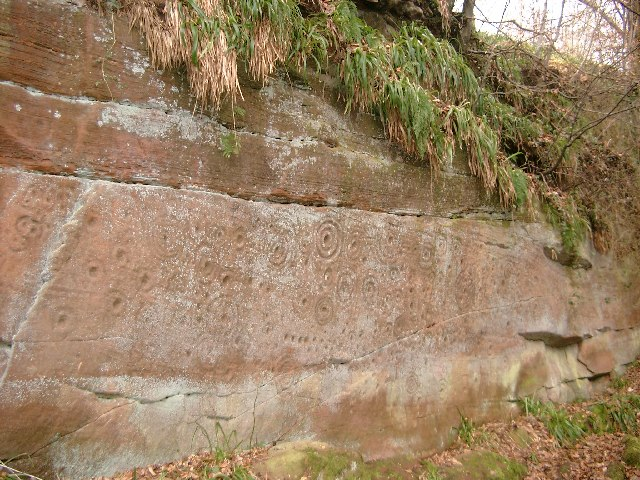
Felsritzungen von Ballochmyle

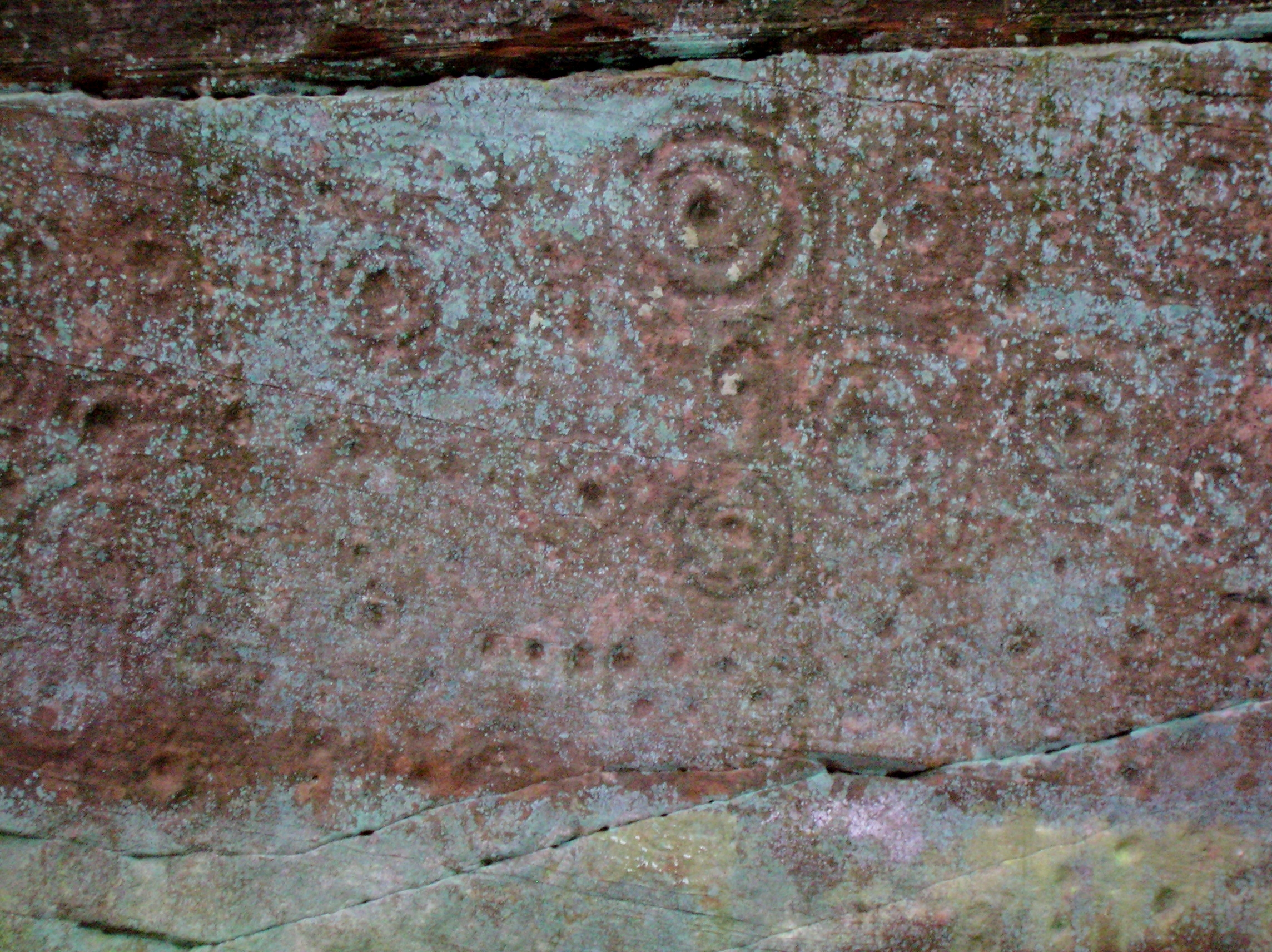
Felsritzungen von Ballochmyle

Die Felsritzungen von Ballochmyle bei Mauchline (schottisch-gälisch Machlainn) in East Ayrshire in Schottland wurden erst 1986 etwa 260 m nordöstlich des Ballochmyle Viaducts über den River Ayr, auf der Frontseite einer Klippe aus Sandstein entdeckt, als der Bewuchs und eine Erdanschüttung entfernt worden waren.
Es gibt drei Gruppen von Cup-and-Ring-Markierungen auf der senkrechten Felswand. Zwischen den beiden Hauptgruppen liegen weitere Petroglyphen. 
Es gibt Schälchen mit mehreren Ringen, in Quadraten oder Linien und reine Schälchen (englisch cups). Die Sandsteinoberfläche ist empfindlich und Besucher werden aufgefordert die Schnitzereien nicht zu berühren.
Der Freimaurertempel von Barrhead wurde aus rotem Sandstein, der aus dem Steinbruch von Ballochmyle stammt, errichtet.